# Joseph Dufour (homme politique)
Pour les articles homonymes, voir Joseph Dufour et Dufour.
Joseph Dufour, né le 28 novembre 1874 à Saint-Pascal et mort le 2 novembre 1956 à Saint-Noël, est un homme politique québécois.